# Eric Godon
Eric Godon (Baudour, 7 februari 1959) is een Belgisch acteur.

## Carrière
Na zijn studies Germaanse filologie aan de ULB bekleedde Eric Godon eerst diverse functies, vooraleer hij in 2003 de stap zette naar een professionele acteercarrière.
Als autodidact woonde hij diverse acteerworkshops bij, maar het grootste deel van zijn acteerervaring deed hij op via improvisatietheater tussen 1997 en 2007.  Door zijn fysieke verschijning, zijn karakterkop en zijn diepe stem wordt hij vaak als de slechterik gecast.
Eric Godon heeft een internationale carrière uitgebouwd. Naast Fishing without nets, een Amerikaanse independent film, was hij ook te zien in de BBC miniserie The Missing.  In 2015 speelde hij de rol van Ivanenko in de Amerikaanse tv-serie Legends.
Zijn opleiding als germanist stelt hem in staat om personages te spelen in diverse talen: Frans, Engels, Duits, Nederlands, Italiaans, Spaans en Russisch.
Naast acteur is Eric Godon ook improvisatie- en acteercoach, scenarioschrijver en regisseur.

## Rollen in Vlaamse films en televisieseries
Eric Godon was te zien in diverse Vlaamse films en tv-series: